# Maxillaria lilacea
Maxillaria lilacea är en orkidéart som beskrevs av João Barbosa Rodrigues. Maxillaria lilacea ingår i släktet Maxillaria och familjen orkidéer. Inga underarter finns listade i Catalogue of Life.